# Біг-Бір-Лейк (Каліфорнія)
Біг-Бір-Лейк (англ. Big Bear Lake) — місто (англ. city) в США, в окрузі Сан-Бернардіно штату Каліфорнія. Населення — 5046 осіб (2020).

## Географія
Біг-Бір-Лейк розташований за координатами 34°14′35″ пн. ш. 116°53′45″ зх. д. / 34.24306° пн. ш. 116.89583° зх. д. (34.242958, -116.895891).  За даними Бюро перепису населення США в 2010 році місто мало площу 16,92 км², з яких 16,44 км² — суходіл та 0,49 км² — водойми.

### Клімат
| Клімат : Біг-Бір-Лейк   | Клімат : Біг-Бір-Лейк | Клімат : Біг-Бір-Лейк | Клімат : Біг-Бір-Лейк | Клімат : Біг-Бір-Лейк | Клімат : Біг-Бір-Лейк | Клімат : Біг-Бір-Лейк | Клімат : Біг-Бір-Лейк | Клімат : Біг-Бір-Лейк | Клімат : Біг-Бір-Лейк | Клімат : Біг-Бір-Лейк | Клімат : Біг-Бір-Лейк | Клімат : Біг-Бір-Лейк | Клімат : Біг-Бір-Лейк |
| Показник                | Січ.                  | Лют.                  | Бер.                  | Квіт.                 | Трав.                 | Черв.                 | Лип.                  | Серп.                 | Вер.                  | Жовт.                 | Лист.                 | Груд.                 | Рік                   |
| Абсолютний максимум, °C | 21,7                  | 22,2                  | 26,7                  | 27,8                  | 30,6                  | 36,7                  | 34,4                  | 33,3                  | 30,6                  | 29,4                  | 23,3                  | 21,1                  | 36,7                  |
| Середній максимум, °C   | 8,3                   | 8,4                   | 11,2                  | 14,8                  | 20,1                  | 24,6                  | 27,3                  | 26,6                  | 23,4                  | 17,8                  | 12,4                  | 8,7                   | 17,0                  |
| Середня температура, °C | 1,2                   | 1,4                   | 3,7                   | 6,6                   | 11,1                  | 15,0                  | 18,2                  | 17,6                  | 14,4                  | 9,2                   | 4,6                   | 1,4                   | 8,7                   |
| Середній мінімум, °C    | −6                    | −5,5                  | −3,9                  | −1,6                  | 2,1                   | 5,4                   | 9,0                   | 8,6                   | 5,3                   | 0,6                   | −3,2                  | −5,9                  | 0,4                   |
| Абсолютний мінімум, °C  | −22,8                 | −23,3                 | −22,2                 | −16,1                 | −7,8                  | −5,6                  | −2,2                  | −1,7                  | −7,2                  | −12,2                 | −26,1                 | −25,6                 | −26,1                 |
| Норма опадів, мм        | 113                   | 99                    | 68                    | 24                    | 9                     | 4                     | 17                    | 26                    | 11                    | 24                    | 38                    | 76                    | 509                   |
| Днів з опадами          | 6,3                   | 6,3                   | 5,7                   | 3,7                   | 1,8                   | ,8                    | 2,6                   | 3,2                   | 2,2                   | 2,7                   | 3,1                   | 5,1                   | 43,5                  |
| Днів зі снігом          | 3,8                   | 3,8                   | 3,4                   | 1,5                   | ,3                    | ,1                    | 0                     | 0                     | 0                     | ,4                    | 1,4                   | 3,3                   | 18,0                  |
| ----------------------- | --------------------- | --------------------- | --------------------- | --------------------- | --------------------- | --------------------- | --------------------- | --------------------- | --------------------- | --------------------- | --------------------- | --------------------- | --------------------- |
| Джерело: NOAA           |                       |                       |                       |                       |                       |                       |                       |                       |                       |                       |                       |                       |                       |

## Демографія
Згідно з переписом 2010 року, у місті мешкало 5019 осіб у 2187 домогосподарствах у складі 1321 родини. Густота населення становила 297 осіб/км².  Було 9705 помешкань (573/км²).
Расовий склад населення:
| - 83,8 % — білих - 1,6 % — азіатів - 1,0 % — корінних американців - 0,4 % — чорних або афроамериканців - 0,2 % — вихідців з тихоокеанських островів - 9,8 % — осіб інших рас |

До двох чи більше рас належало 3,3 %. Частка іспаномовних становила 21,4 % від усіх жителів.
За віковим діапазоном населення розподілялося таким чином: 19,8 % — особи молодші 18 років, 59,8 % — особи у віці 18—64 років, 20,4 % — особи у віці 65 років та старші. Медіана віку мешканця становила 46,1 року. На 100 осіб жіночої статі у місті припадало 104,7 чоловіків;  на 100 жінок у віці від 18 років та старших — 103,8 чоловіків також старших 18 років.
Середній дохід на одне домашнє господарство  становив 69 455 доларів США (медіана — 42 031), а середній дохід на одну сім'ю — 79 732 долари (медіана — 50 516). Медіана доходів становила 40 804 долари для чоловіків та 45 917 доларів для жінок. За межею бідності перебувало 18,8 % осіб, у тому числі 27,1 % дітей у віці до 18 років та 8,4 % осіб у віці 65 років та старших.
Цивільне працевлаштоване населення становило 2036 осіб. Основні галузі зайнятості: мистецтво, розваги та відпочинок — 24,9 %, освіта, охорона здоров'я та соціальна допомога — 14,5 %, роздрібна торгівля — 14,1 %.